# Lancelot Hamelin
Pour les articles homonymes, voir Hamelin.
Lancelot Hamelin, né en 1972, est un dramaturge et romancier français.

## Biographie
En 2016-2017, il est pensionnaire de l'Académie de France à Rome à la Villa Médicis.

## Œuvres

### Théâtre
- L’Extraordinaire Tranquillité des choses, avec Sylvain Levey, Philippe Malone, Michel Simonot, Saint-Gély-du-Fesc, France, Éditions Espaces 34, 2006, 77 p.  (ISBN 2-84705-031-0)
- Alta Villa : contrepoint, Paris, Éditions Théâtre Ouvert, coll. « Tapuscrit », 2007, 121 p.  (ISBN 978-2-904742-88-0)
- Ici, ici, ici, suivi de Journal de charbon, Fontenay-sous-Bois, France, Éditions Quartett, 2011, 111 p.  (ISBN 978-2-916834-30-6)
- Vraiment un homme à Sangatte, Fontenay-sous-Bois, France, Éditions Quartett, 2011, 110 p.  (ISBN 978-2-916834-25-2)
- Un grain de figue, Fontenay-sous-Bois, France, Éditions Quartett, 2013, 143 p.  (ISBN 978-2-916834-43-6)
- Riding hood, suivi de Ma Betty Boop, Fontenay-sous-Bois, France, Éditions Quartett, 2014, 109 p.  (ISBN 978-2-916834-49-8)

#### Pièces jouées, publiées ou non
- Vraiment un homme à Sangatte, 2002
- Dans le vide du jour, 2003
- Recherche au Sang, 2003
- Alta Villa : contrepoint, 2007
- Tristan et…, 2009
- Le Procès de Bill Clinton, 2009[2]
- Prologue à La Folie d’Héraclès, 2010
- Mythomanies Urbaines, 2011
- La Place du mort, 2013
- Une Abeille d’Arménie, 2015

### Romans
- Le Couvre-feu d’octobre, Paris, Éditions Gallimard, coll. « L’Arpenteur », 2012, 400 p.  (ISBN 978-2-07-013803-6)
- À la crête des vagues, Paris, Éditions Gallimard, coll. « L’Arpenteur », 2016, 312p.  (ISBN 978-2-07-268834-8)
- J'ai heurté savez-vous d'incroyables Florides, Éditions Gallimard, coll. « L’Arpenteur », 2022, 392 p.  (ISBN 2072985099)

### Essai
Jon Fosse : Woodoo Child, éditions Quartett, 2024, 142 p.  (ISBN 978-2-493307-11-8)

### Bandes dessinées
- Dans les eaux glacées du calcul égoïste, dessin et couleurs Luca Erbetta, Éditions Glénat

1 - Le Bal des matières, 2018
2 - La Fin de l'âge d'or, 2020
- La Mort aux Yeux de Cristal, 2018, dessin et couleurs Oburie, Éditions Glénat